# Хводкавенд
Хводкавенд (перс. خودکاوند‎) — село на севере Ирана, в остане Альборз. Входит в состав шахрестана Талекан. Является частью дехестана (сельского округа) Бала-Талекан бахша Меркези.

## География
Село находится в северо-западной части Альборза, в горной местности южного Эльбурса, к югу от реки Шахруд, на расстоянии приблизительно 29 километров к северо-северо-западу (NNW) от Кереджа, административного центра провинции. Абсолютная высота — 2300 метров над уровнем моря.

## Население
По данным переписи 2006 года население села составляло 424 человека (223 мужчины и 201 женщина). В Хводкавенде насчитывалось 121 семья. Уровень грамотности населения составлял 86,79 %. Уровень грамотности среди мужчин составлял 90,58 %, среди женщин — 82,59 %.